# 圣波尼法爵堂 (海德堡)
圣波尼法爵堂（St. Bonifatius）是一座罗马天主教教堂，位于德国海德堡的西城区（Weststadt）。该堂建于1899-1903年，新罗马式风格，双塔立面。

## 历史
海德堡作为宗教改革的中心，直到19世纪，该市只有耶稣会教堂一座天主教堂。19世纪末期规划西城区时，同时建造了新教和天主教的教堂。
圣波尼法爵堂在1903年10月19日祝圣。到1925年已发展到8000教友。

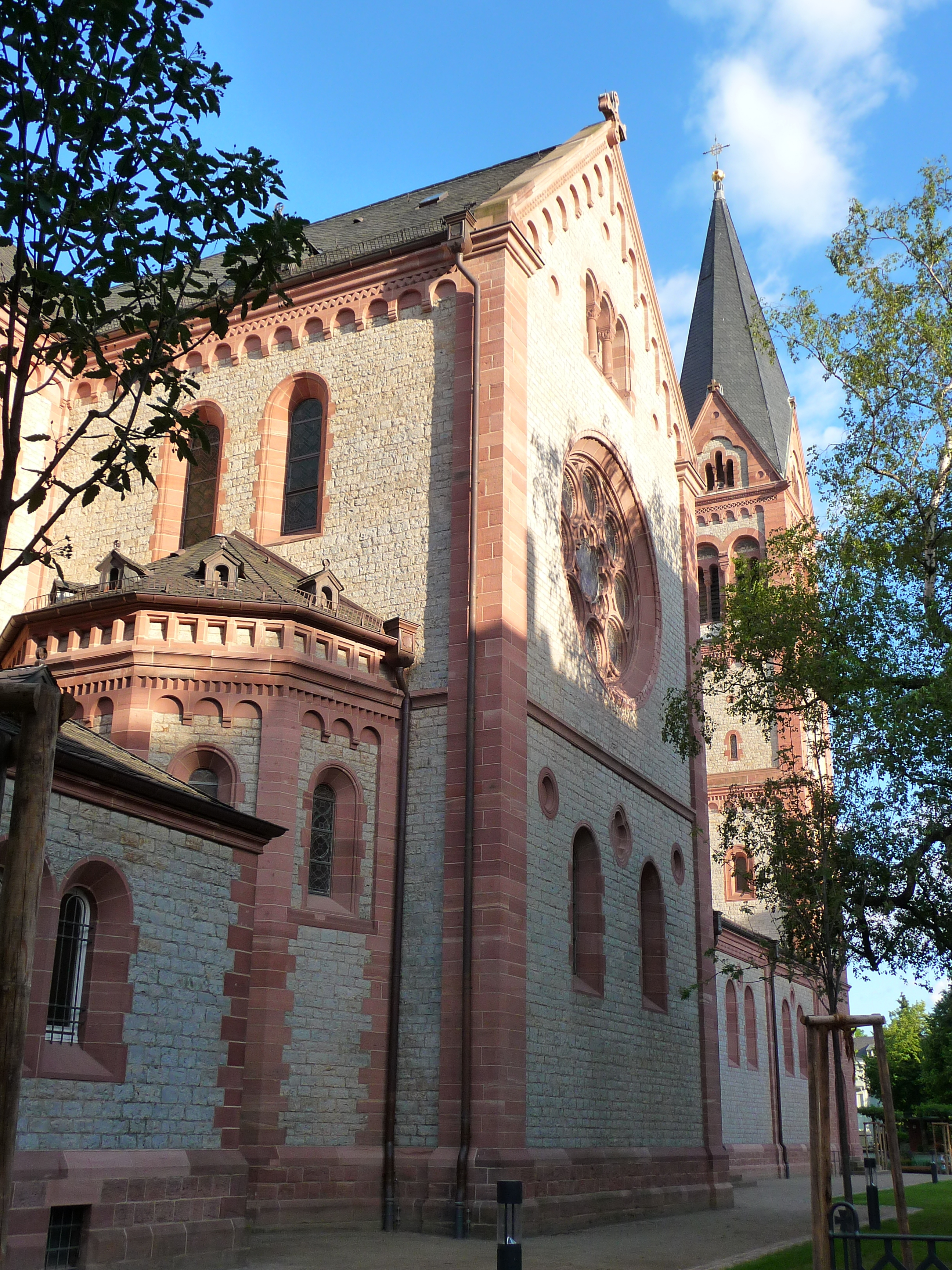
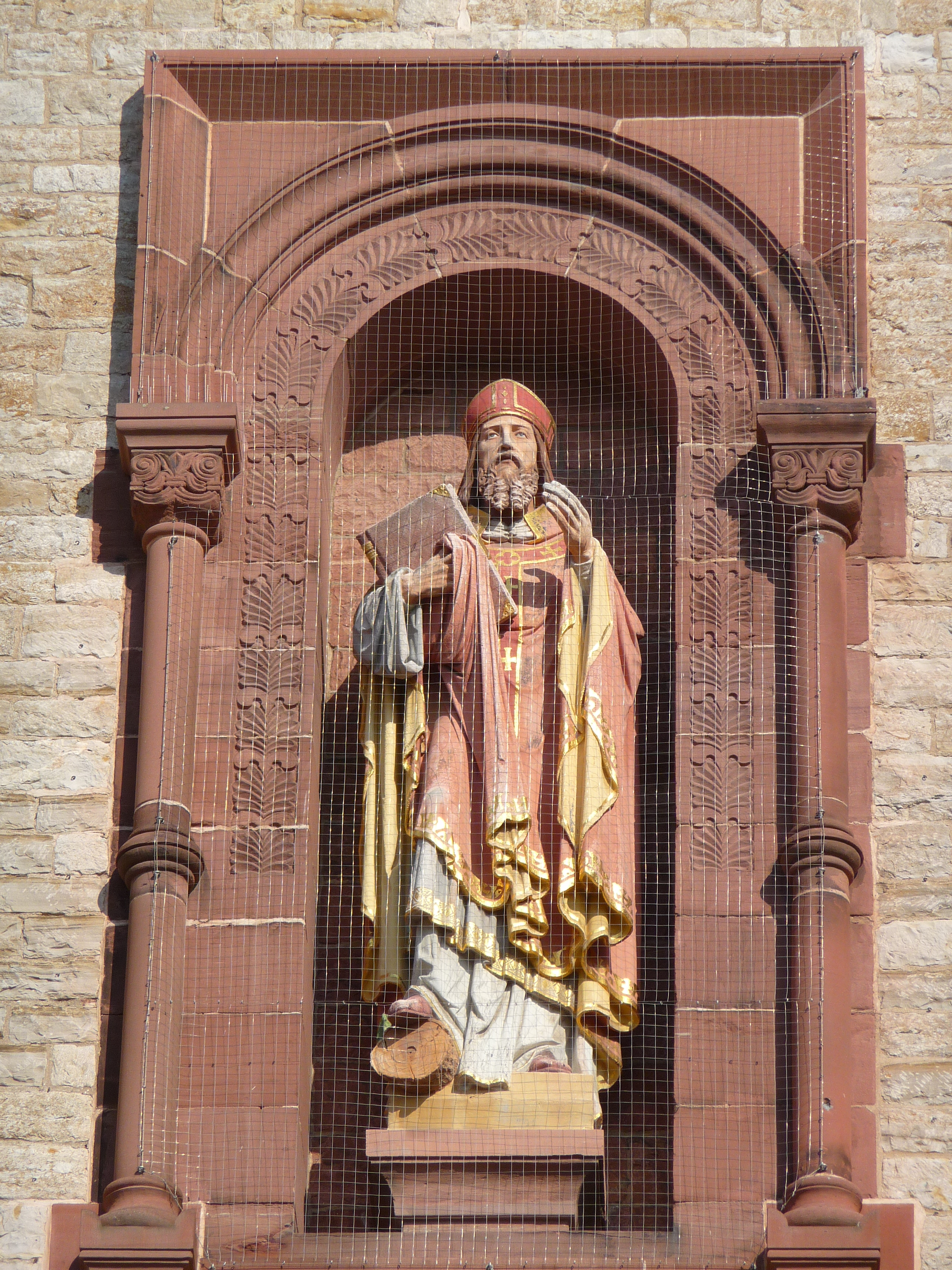
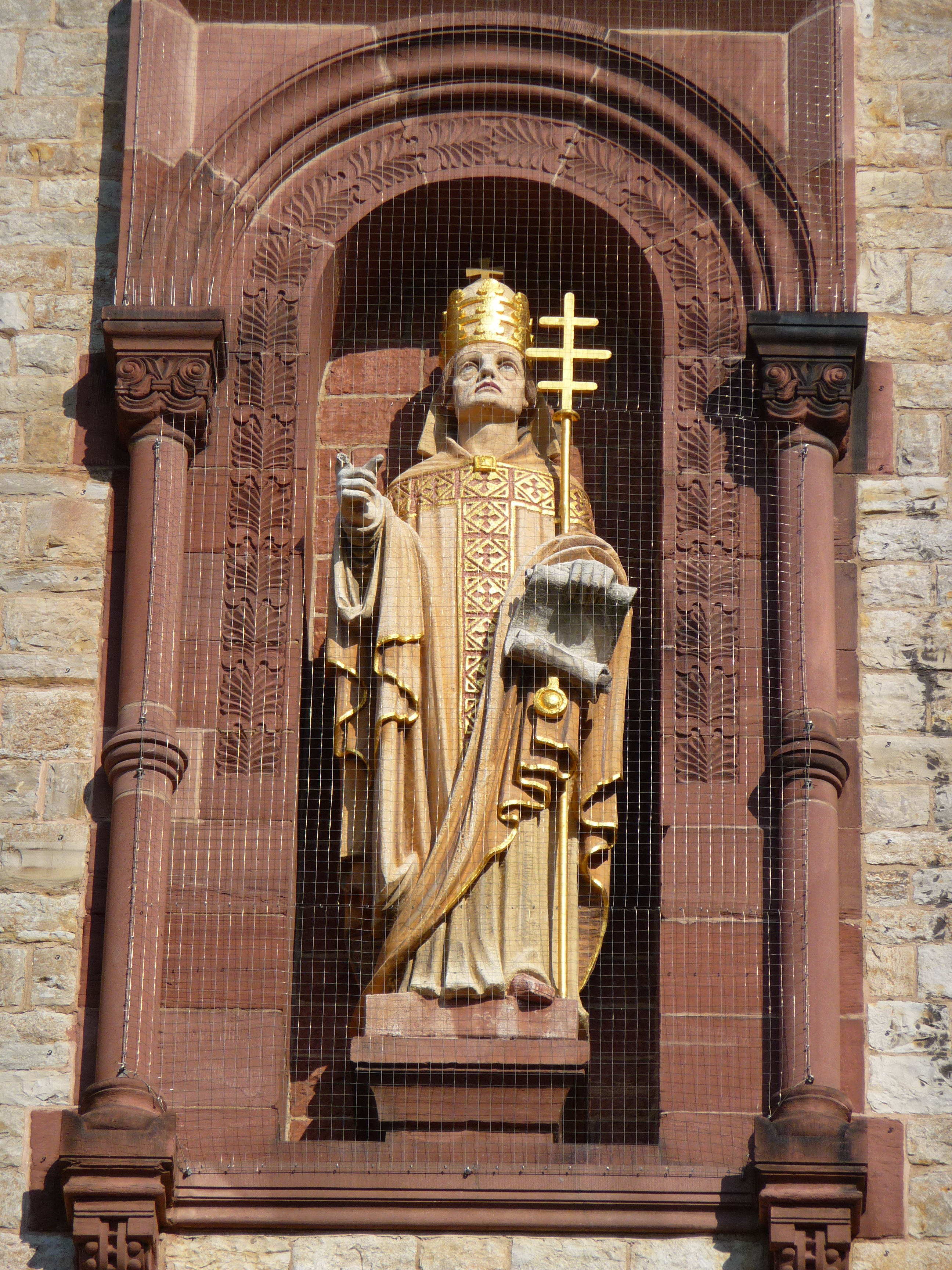
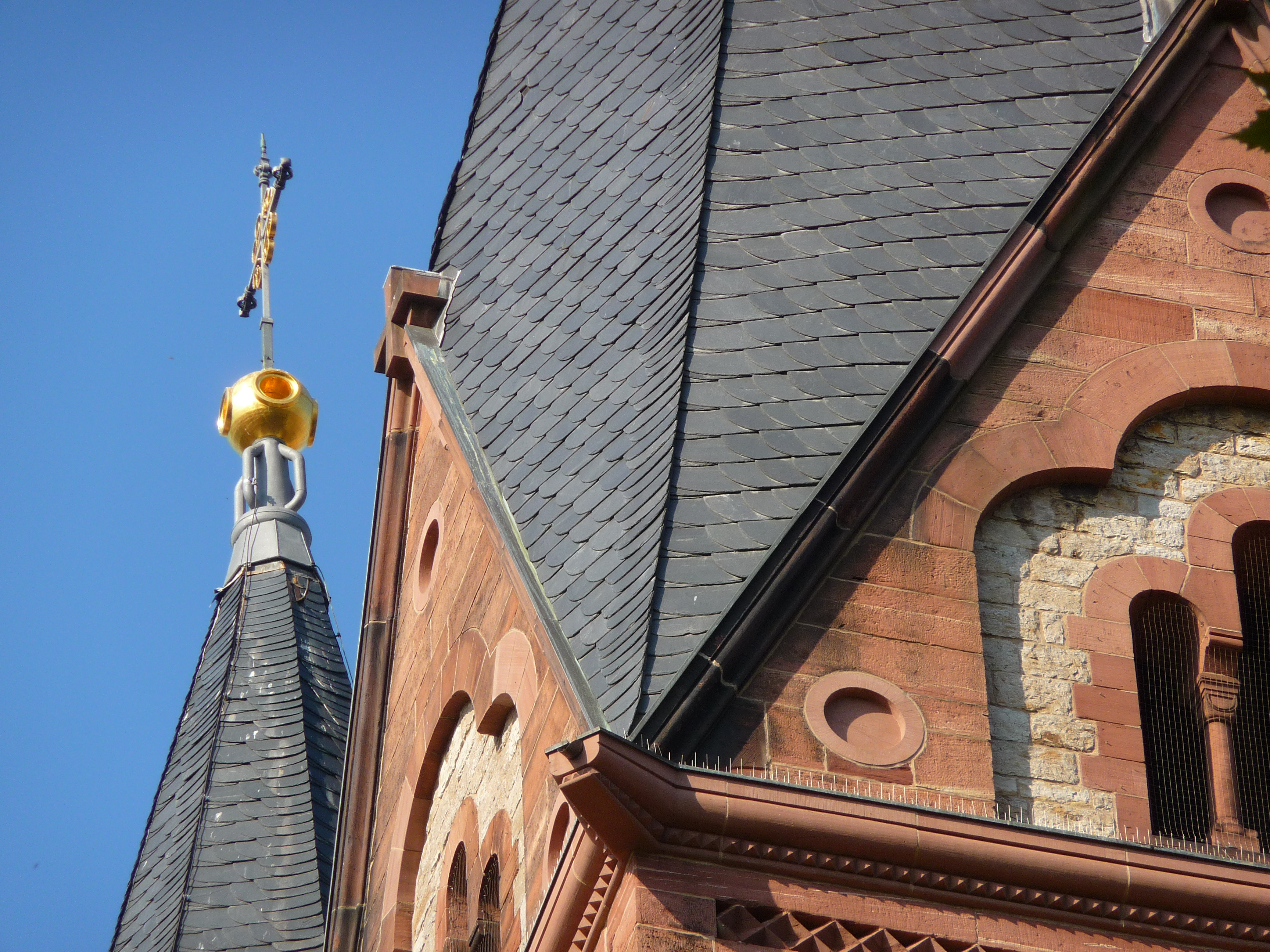
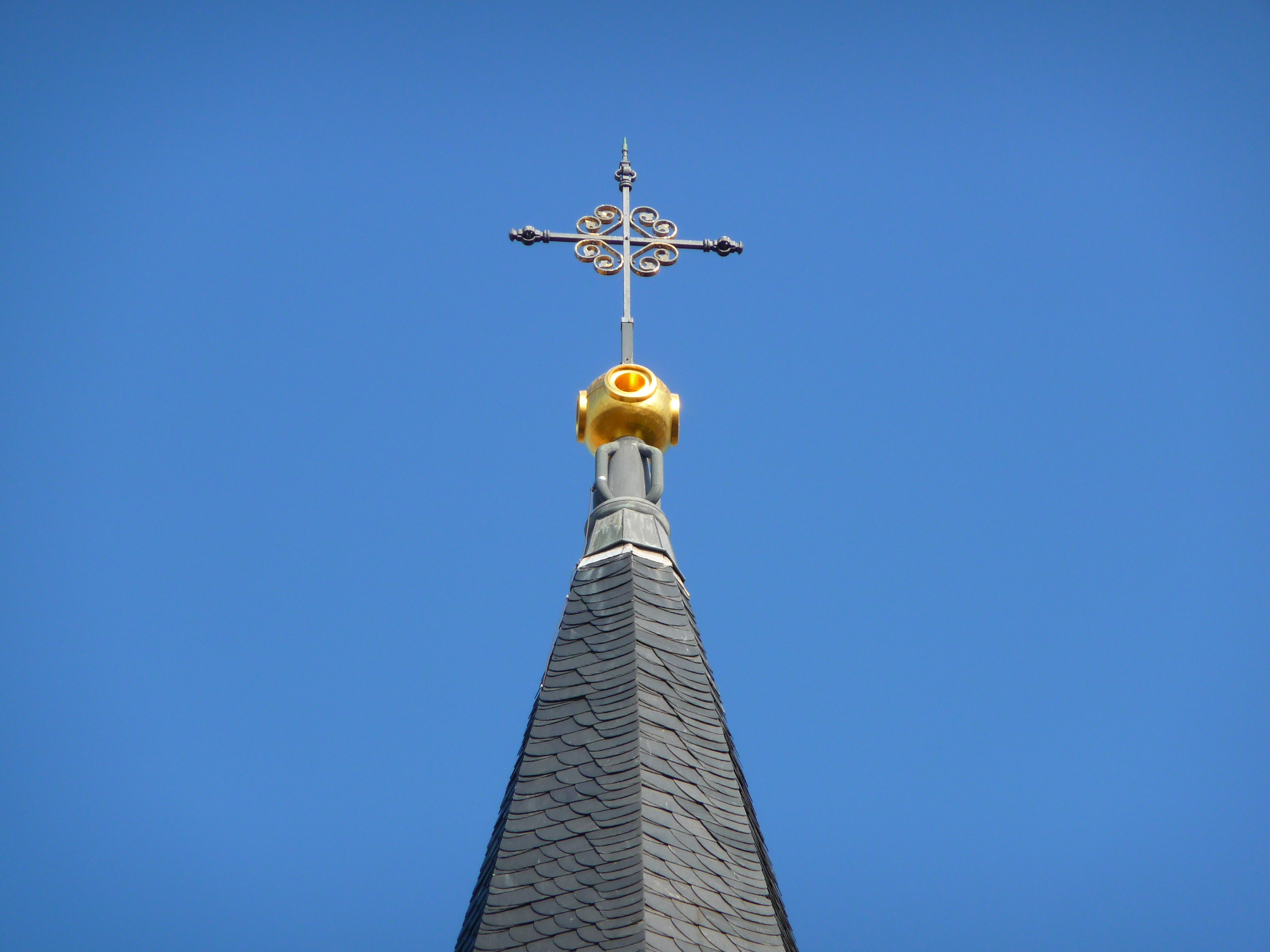
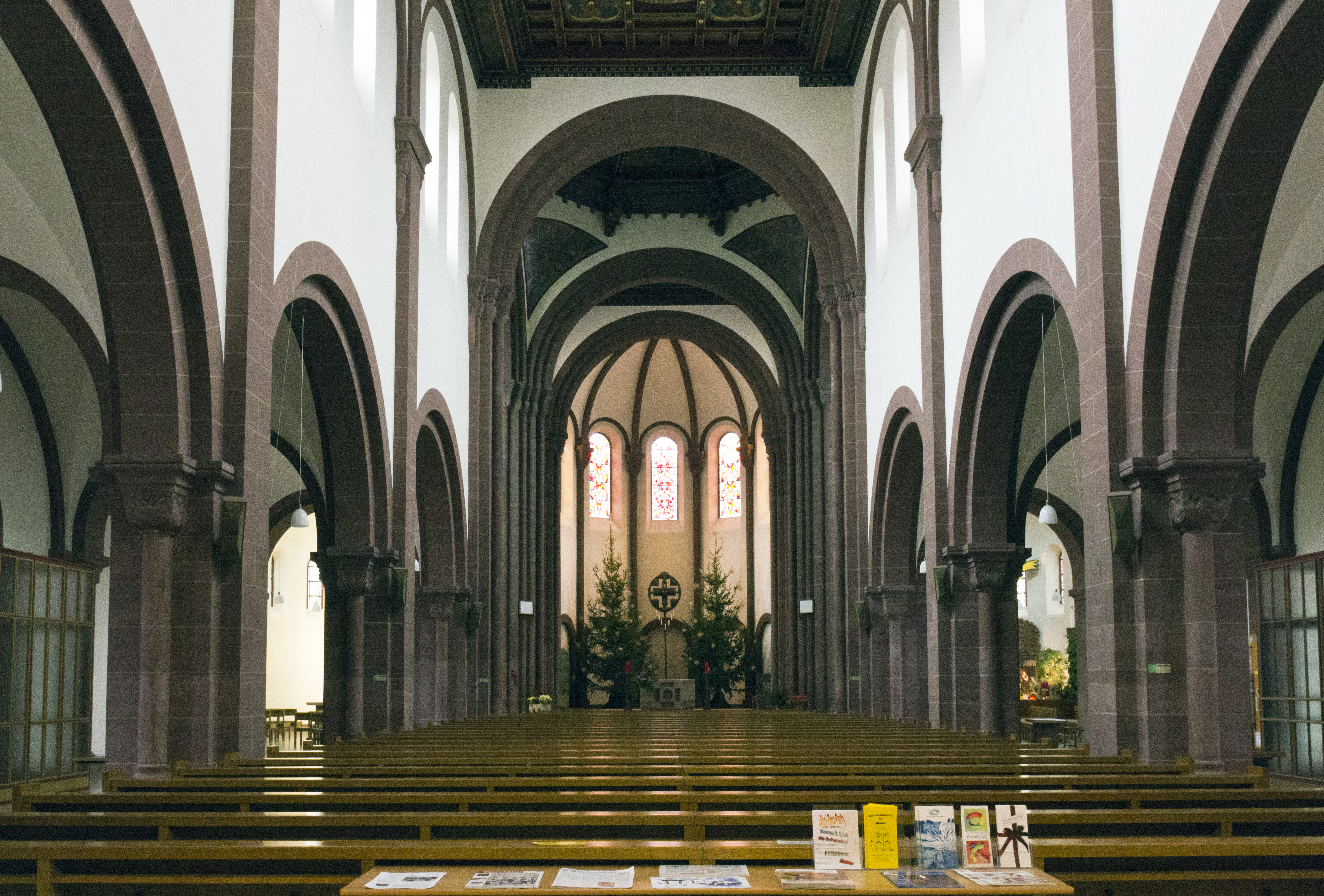
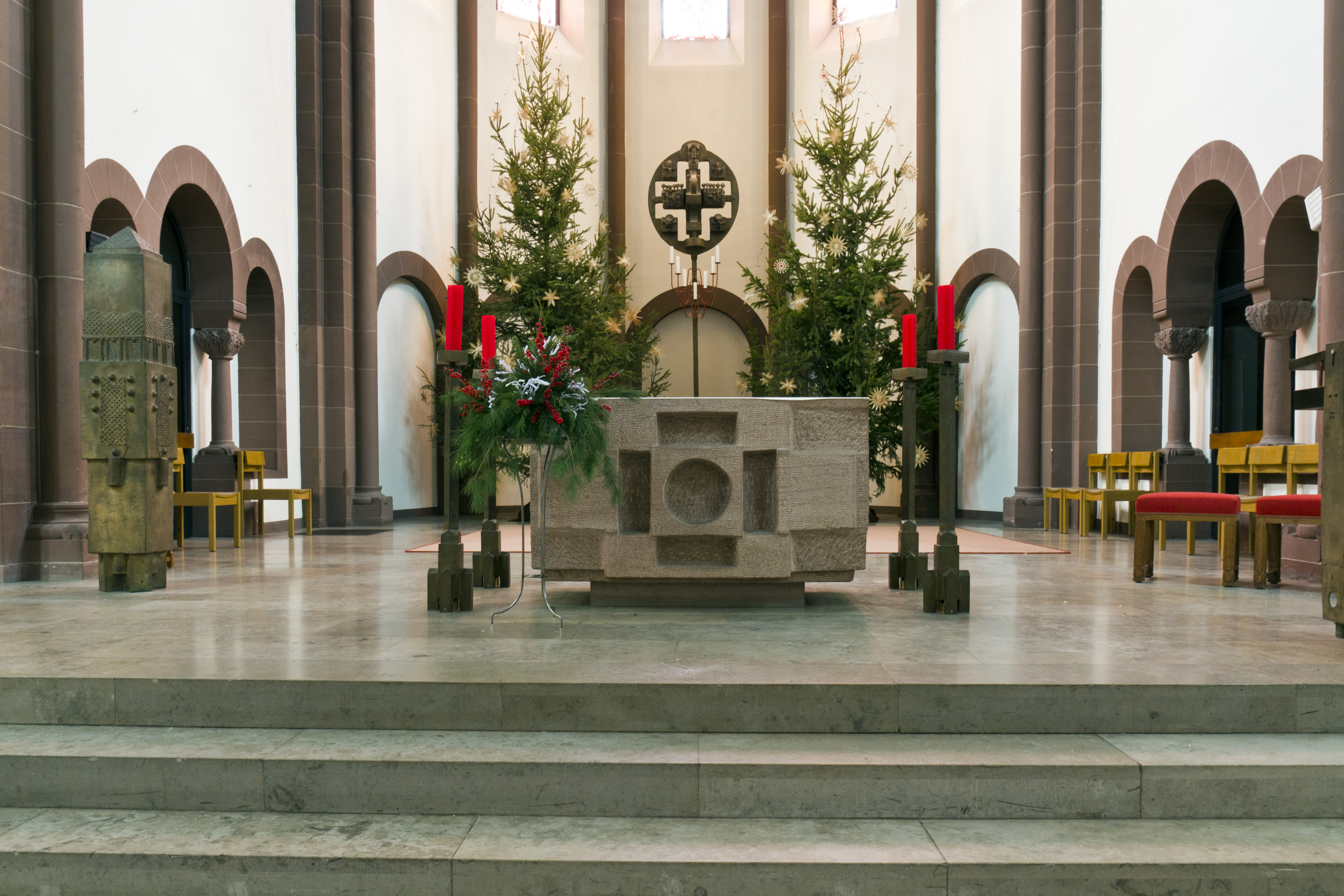
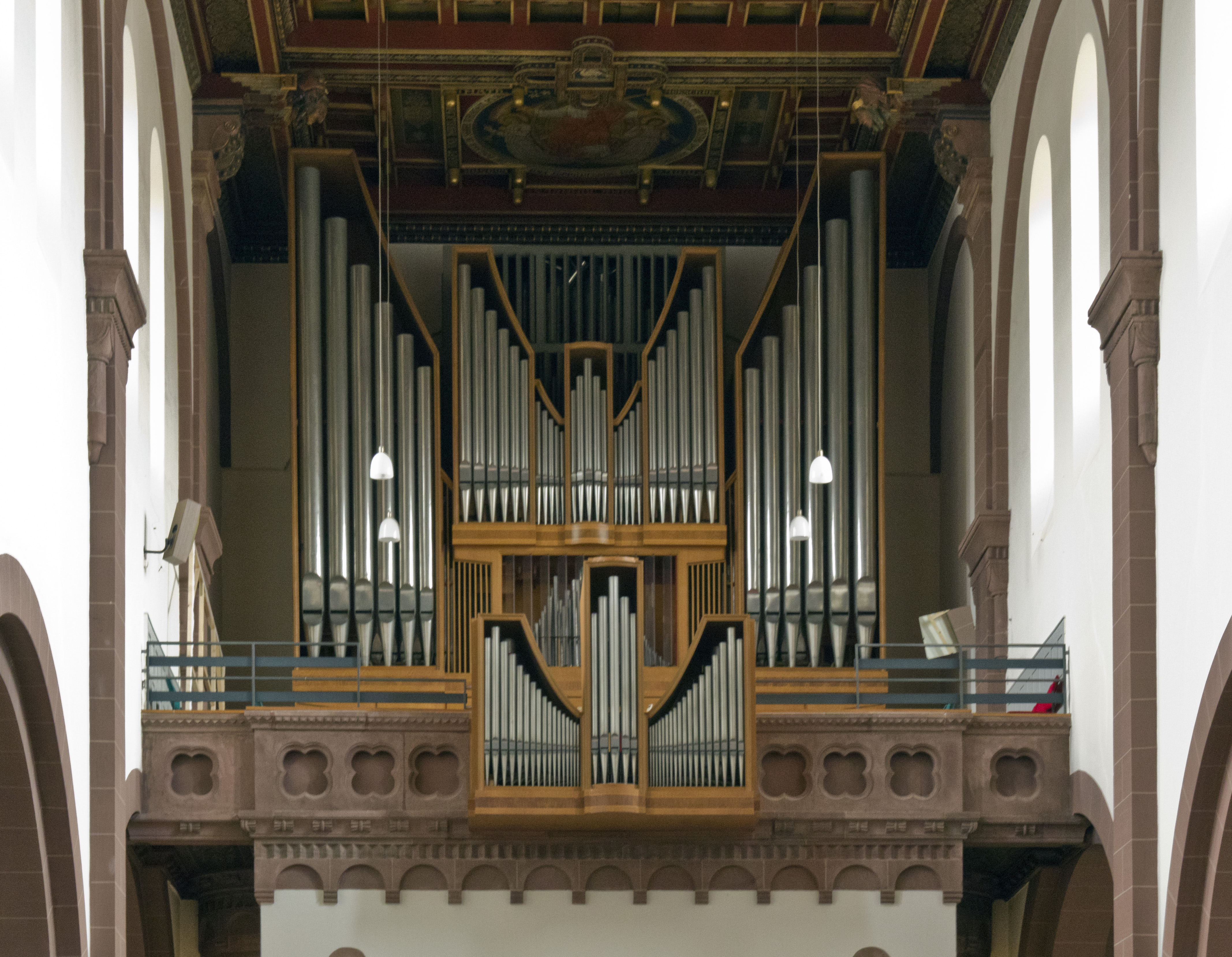